# Oszmán interregnum

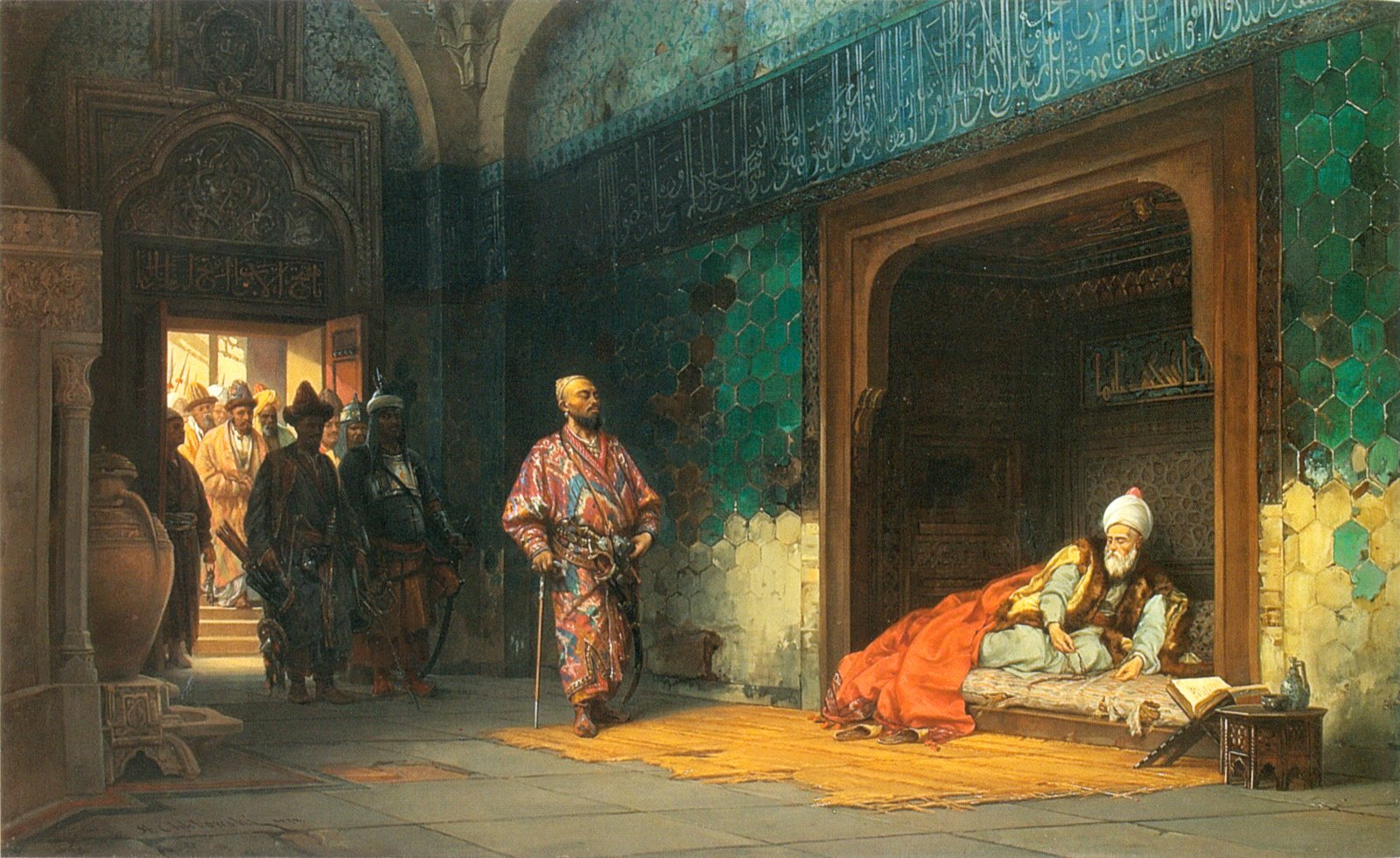
Stanisław Chlebowski: Bajazid Timur Lenk börtönében (1878)

Az oszmán interregnum (másképpen: oszmán triumvirátus; törökül Fetret Devri) az I. Bajazid szultán vereségét és elfogatását (1402) követő periódus a 15. század elején (1402–1413). Az ankarai csatavesztés után, Bajazid a haláláig Timur Lenk fogságában élt. Timur újraszervezte az anatóliai türkomán hercegségeket.
Bajazidnak négy fia maradt, akik az Oszmán Birodalom egy-egy részén uralkodtak:
- Szulejmán - Észak-Görögországot, Bulgáriát és Trákiát, edirnei szultánként (1402 – 1411)[1]
- Isza - Görögországot és Nyugat-Anatóliát szerezte meg, mint bej Balikesirben (1402 – 1405/1406)[1]
- Musza - mint bursai szultán uralkodott a területe felett  (1410/1411 – 1413)[1]
- Mehmed - szultán lett Amasziában 1402-ben és egyeduralkodó 1412-től[1]

Szulejmán később megszerezte magának Dél-Görögországot is, Mehmed pedig Anatólia fölött uralkodott tovább. Mehmed Szulejmán ellen küldte csapatait Musza vezetésével a Fekete-tengeren át. 1410-ben Bulgáriában győzelmet aratott, és amikor Szulejmán visszavonult, délen Musza szultánná kiáltotta ki magát. Mehmed sereget küldött ellene, de ezt Gallipolinál legyőzték. Ekkor szövetkezett a Bizánci Birodalommal, és három év múlva sikerült legyőznie testvérét Szerbiában. Ezután Mehmed magát kiáltatta ki szultánná, és egyeduralkodóként egyesítette a birodalmat.